# Ljupčo Markovski
Ljupčo Markovski (in macedone Љупчо Марковски?; Skopje, 24 febbraio 1967) è un allenatore di calcio ed ex calciatore macedone, di ruolo difensore, tecnico del Teteks.

## Palmarès

### Giocatore

#### Competizioni nazionali
- Campionato macedone: 3

Vardar: 1992-1993, 1993-1994, 1994-1995
- Coppa di Macedonia: 4

Vardar: 1992-1993, 1994-1995, 1997-1998, 1998-1999

### Allenatore

#### Competizioni nazionali
- Vtora makedonska fudbalska liga: 1

Skopjie: 2020-2021